# Alphaville
Alphaville je německá skupina z města Münster, která vznikla v roce 1982. Jméno si skupina zvolila podle francouzského filmu Alphaville z roku 1965. Zakládající členové Marian Gold, Bernhard Lloyd a Frank Mertens původně experimentovali s jevištním projevem, od roku 1984 se přiklonili k bezproblémovému popu. Od klávesového zvuku se na desce Prostitute posunuli do rockovější polohy. Před poněkud „dancefloorovým“ albem Salvation opustil skupinu Ricky Echolette. Skupinu proslavily písně „Big In Japan“, „Forever Young“ nebo „Sounds Like a Melody“. K roku 2009 pracovali na novém albu Catching Rays On Giant, které vyšlo 19.11.2010.

## Diskografie

### Studiová alba
- 1984 – Forever Young
- 1986 – Afternoons in Utopia
- 1988 – Amiga Compilation (výběr - vydáno v tehdejší NDR)
- 1988 – The Singles Collection (výběr/remixy)
- 1989 – The Breathtaking Blue
- 1992 – First Harvest 1984-92 (výběr)
- 1993 – History (demo, vyšlo pouze na kazetě pro členy fan klubu - rarita)
- 1994 – Prostitute
- 1997 – Salvation
- 1999 – Dreamscapes (8 cd antologie - rarita)
- 1999 – Visions of Dreamscapes (výběr - rarita)
- 2001 – Forever Pop (výběr/remixy)
- 2003 – Crazyshow (4 cd - rarita)
- 2003 – Crazyshow Excerpts (výběr - rarita)
- 2010 – Catching Rays on Giant
- 2017 – Strange Attractor [4]

### Živá alba
- 1999 – Dreamscape 4our (čtvrté cd z antologie Dreamscapes - rarita)
- 2000 – Stark Naked and Absolutely Live
- 2001 – Little America: Alphaville Live 1999 in Salt Lake City, Utah USA (DVD záznam - rarita)

### Úspěšné singly
- Forever Young
- Big In Japan
- Sounds Like A Melody
- Dance With Me
- Jerusalem
- Summer In Berlin
- A Victory Of Love
- I Die for You Today
- Heaven On Earth
- Song For No One
- Call Me

## Historie
Alphaville založil Marian Gold, Frank Mertens, a Bernhard Lloyd. V roce 1984 vydali debutové album Forever Young. Z alba vzešly tři úspěšné singly Big In Japan, Forever Young, a Sounds Like A Melody. Roku 1984 odešel Frank Mertens. Nahradil ho Ricky Echolette. Druhé album Afternoons In Utopia z alba byl velký hit Dance With Me. Dříve se jmenovala Forever Young. O pár měsíců později se přejmenovala na Alphaville.

### 2017 a album Strange Attractor
V roce 2017 kapela vydala další desku nazvanou Strange Attractor.